# Kamenica (miasto Loznica)
Kamenica (cyr. Каменица) – wieś w Serbii, w okręgu maczwańskim, w mieście Loznica. W 2011 roku liczyła 170 mieszkańców.